# Courbiac
Courbiac – miejscowość i gmina we Francji, w regionie Nowa Akwitania, w departamencie Lot i Garonna.
Według danych na rok 1990 gminę zamieszkiwało 114 osób, a gęstość zaludnienia wynosiła 13 osób/km² (wśród 2290 gmin Akwitanii Courbiac plasuje się na 1062. miejscu pod względem liczby ludności, natomiast pod względem powierzchni na miejscu 1152.).